# Пецонаска (Ђенова)
Пецонаска је насеље у Италији у округу Ђенова, региону Лигурија.
Према процени из 2011. у насељу је живело 103 становника. Насеље се налази на надморској висини од 146 м.